# Карабогет (Мойинкумський район)
Карабоге́т (каз. Қарабөгет) — село у складі Мойинкумського району Жамбильської області Казахстану. Адміністративний центр Карабогетського сільського округу.
У радянські часи село називалось Новий Карабугут.
Населення — 446 осіб (2021; 491 у 2009, 657 у 1999, 1419 у 1989).